# Brutal Dub
Brutal Dub – dziesiąty album studyjny Black Uhuru, jamajskiej grupy muzycznej wykonującej roots reggae.
Płyta została wydana w roku 1986 przez waszyngtońską wytwórnię RAS Records. Znalazły się na niej zdubowane wersje piosenek z poprzedniego albumu zespołu, Brutal. Miksu utworów dokonali: Steven Stanley i Conrad Malcolm (Music Mountain Studio w Kingston), Arthur Baker i Dave Ogren (Shakedown Studio w Nowym Jorku) oraz Hopeton „Scientist” Brown i Jim Fox (Lion & Fox Studio w Waszyngtonie). Produkcją całości zajęli się Arthur Baker oraz Gary „Doctor Dread” Himelfarb. Album doczekał się kilku reedycji, z których najbardziej znana jest dwupłytowa kompilacja Brutal / Brutal Dub, wydana przez RAS Records w roku 2000.
W roku 1988 krążek został nominowany do nagrody Grammy w kategorii najlepszy album reggae. Była to trzecia nominacja do tej statuetki w historii zespołu.

## Lista utworów
1. „Let Us Dub”
2. „Dub In The Mountain”
3. „Brutalize Me With Dub”
4. „City Dub”
5. „Dub You Haffe Dub”
6. „Robbery Dub”
7. „Uptown Dub”
8. „Visions Of Dub”
9. „Dub It With You”
10. „Conviction Or A Dub”